# Béclers
Béclers [bekle] (Beek-laren en néerlandais) est une section de la ville belge de Tournai, située en Région wallonne dans la province de Hainaut.
C'était une commune à part entière avant la fusion des communes de 1977.

## Géographie

### Hameaux et dépendances
Haut-Hameau, Le Bois, Pétrieux, Liberchies, Royaume, Ghibrechies, Marais de l'Abbaye, Relambu, Tillier.

## Évolution démographique
- Sources : INS, Rem. : 1831 jusqu'en 1970 = recensements, 1976 = nombre d'habitants au 31 décembre.

## Histoire
Localité de 63 feux en 1365 et de 92 en 1560, Beclers comptait plusieurs fermes dont celle de Lannoy, propriété des Chartreux de la Bouteillerie (France, département du Pas-de-Calais), la ferme Delegaicze appartenant à l'abbaye du Saulchoir à Kain, et celle du sieur du Chambge qui seront vendues comme biens nationaux par les révolutionnaires français.
Séraphin Ier Du Chambge (1560-1618) est en effet seigneur de Liessart, sur Béclers. Fils de Jehan Du Chambge, bailli de Rumes, bailli de Pecq, membre des États du bailliage de Tournai-Tournaisis en tant que représentant des seigneurs de Rumes et de Pecq et de Jossine Clau, il nait le 10 septembre 1560. Il est retrouvé marchand à Tournai en 1595 et 1609, où il habite rue Saint-Martin, paroisse Notre-Dame. Il teste le 21 mars 1618 en même temps que son épouse et meurt le 1er novembre 1618. il épouse le 28 janvier 1583 Catherine Desmons, fille d'Olivier et de Marguerite Hennebert. L'épouse meurt le 11 septembre 1636. 
Jean Du Chambge (1587-1633), fils de Séraphin Ier, est seigneur de Liessart à Béclers après son père et du Fay à Jollain. Baptisé à Tournai le 6 novembre 1587, il meurt à Tournai le 17 mars 1633. Il demande le 25 février 1625 à remplacer Jean-Baptiste Luytens, démissionnaire de sa charge de lieutenant de la compagnie bourgeoise de Mr de Cordes, il sera par la suite  capitaine de cette compagnie. Il épouse à Tournai le 26 janvier 1615 Antoinette de Pollinchove, fille de Nicolas, marchand drapier, garde de la Monnaie de Tournai, échevin et juré de la ville, seigneur du Porcq à Blandain, et d'Antoinette Varlo. Antoinette de Pollinchove meurt sans postérité à Tournai le 3 février 1675, est inhumée dans la chapelle du couvent des dominicains de Tournai.
Nicolas Du Chambge (1595-1641), fils de Séraphin Ier, est seigneur de Liessart et du Fay, après son frère Jean. Baptisé à Tournai le 14 décembre 1595, il vient fonder la branche lilloise de cette famille. Il achète la bourgeoisie de Lille le 6 janvier 1620, devient échevin de Lille et meurt à Lille le 5 novembre 1641. Il prend pour femme à Lille le 2 novembre 1620 Marie Miroul, morte avant le 8 juillet 1666, fille de Jean, procureur général de la ville et de Philippote de Maret.
Séraphin II Du Chambge (1623-1699), fils de Nicolas, est seigneur de Liessart. Baptisé à Lille le 9 janvier 1623, il devient bourgeois de Lille le 4 janvier 1646, occupe à Lille les fonctions de mayeur et de rewart, est anobli le 6 octobre 1662, anoblissement confirmé par Louis XIV le 1er octobre 1673 en raison des services rendus à Lille, puis il est fait chevalier le 29 octobre 1673. Il meurt à Lille le 29 juin 1699, à l'âge de 76 ans. Il épouse d'abord le 23 novembre 1645 Barbe de Parmentier (1621-   ), fille de Robert, écuyer, et de Marie Muissart, puis il prend pour femme par contrat passé devant notaire à Courtrai le 4 juillet 1649 Jossinne Van den Berghe, fille d'Adrien, écuyer et de Catherine Bonte'.
Simon-Pierre Du Chambge (1669-1726), écuyer, est seigneur de Liessart et du Fay. Fils de Séraphin II Du Chambge et de Jossine Van den Berghe, il est baptisé à Lille le 2 avril 1669, devient bourgeois de Lille, est créé trésorier de France au bureau des finances de la généralité de Lille le 16 février 1693, nommé premier président à ce bureau le 31 janvier 1700. Il meurt à Lille le 25 juillet 1726, est inhumé dans le chœur de l'église de Noyelles-lès-Seclin. Il épouse à Lille le 22 janvier 1692 Marie-Christine Cardon (1667-1728), dame de Douay-en-Roncq, des Passez, fille de Jean-Baptiste, seigneur du Fermont  et de Marguerite-Françoise du Forest. Baptisée à Lille le 24 août 1667, l'épouse meurt le 5 juin 1728, à 60 ans.
Charles-Eubert Du Chambge (1706-1777), fils de Simon-Pierre, chevalier,  est seigneur de Liessart, Douay en Roncq. Baptisé à Lille le 2 août 1706, il devient  conseiller du roi en ses conseils, premier président du bureau des finances et domaines de la généralité de Lille, dit le Président Liessart le 19 décembre 1726, et meurt à Lille le 15 février 1777, à 70 ans. Il épouse à Douai le 24 septembre 1742 Marie-Emmanuelle-Josèphe-Thérèse Turpin (1720-1780), fille d'Alexandre-François, chevalier, président à mortier au Parlement de Flandres et de Marie-Philippine-Thérèse de Buissy. Baptisée à Douai le 26 mars 1720, elle meurt à Lille le 9 novembre 1780.
Charles-Louis-Philippe Du Chambge de Liessart (1746-1801), chevalier, seigneur de Liessart,  Frévillers, dit Monsieur de Frévillers, jusqu'à la mort du Président de Liessart son père. Fils de Charles-Eubert, il nait à Lille le 10 juin 1746, est convoqué aux assemblées de nobles par ordonnance du 18 mars 1777. Il succède à son père le 23 avril 1777 dans les charges de conseiller du roi en ses conseils et de premier président du bureau des finances de la généralité de Lille. En cette qualité, il assure les fonctions de grand bailli du Hainaut, puis est nommé par le roi commissaire le 28 juillet 1779 pour l'audition et l'arrêté des comptes des États de Lille, Douai, Orchies. Les bureaux des finances ayant été abolis en 1790, Charles-Louis-Philippe Du Chambge de Liessart, face à la radicalisation progressive des révolutionnaires, quitte Lille en 1791. Il émigre avec sa famille et un parent le comte de Buisseret de Blarenghien, et habite le château de Dadizele, loué au comte de Croix. En 1792, il rejoint l'armée des émigrés et intègre le corps de la marine cantonné à Malmédy. Après la campagne de 1792, il gagne La Haye, puis l'Angleterre. Il meurt à Londres le 27 juillet 1801, à 55 ans. Il épouse à Lille le 18 avril 1769 Isabelle-Ernestine-Joseph le Maistre d'Anstaing, dite Mademoiselle de Thérombecq, dame d'Anstaing, fille de Joseph-Michel le Maistre, écuyer, seigneur de Therombecq, Anstaing et d'Isabelle-Charlotte Jacops. Elle quitte Londres après la mort de son mari et revient à Lille en 1802, avec ses filles, mesdames de Bergerand et d'Aubers. Baptisée à Lille le 10 septembre 1744, Elle décède au château de Vendin-le-Vieil le 26 avril 1821'.
Séraphin-Victor-Joseph Du Chambge (1777-1825), fils de Charles-Louis-Philippe, chevalier, porte le titre de seigneur de Liessart. Baptisé à Lille le 21 février 1777, il sert dans l'armée des émigrés au régiment de Dillon de 1801 à 1804. Rentré en France, sous la Restauration, il commande une compagnie de la garde nationale de l'arrondissement de Lille, puis est nommé receveur particulier des finances de l'arrondissement de Valenciennes. Il meurt à Douai le 25 avril 1825 à 48 ans. Il épouse à Douai le 24 janvier 1816 Sophie-Hyacinthe-Joseph Malet de Coupigny, fille de Constant-Marie-Joseph et de Marie-Françoise-Louise-Joseph de Villers au Tertre. Baptisée à Cambrai le 14 avril 1790, devenue veuve, l'épouse se remarie avec Dominique-Jean-Constantin, marquis Doria et meurt à Douai le 16 janvier 1852.
À l'origine hennuyer, le village devient tournaisien au fur et à mesure que la ville flandrienne voisine se développe. Béclers fait successivement partie du Comté de Hainaut (châtellenie d'Ath) et Flandre gallicante (terre franche), du département de Jemappes sous le régime français, de la province de Hainaut (arrondissement de Tournai) après le départ des Français.
Diocèse de Cambrai, Tournai (1802) ; doyenné de Saint-Brice à Tournai déjà avant 1559 puis de Tournai.
En 1830, on estime à 400 le nombre des maisons du village. À cette époque, les productions agricoles les plus répandues sont le froment, le seigle, l'escourgeon, les féveroles, le foin, le trèfle, la luzerne, les pommes de terre et un peu de colza. En 1834, pour une superficie cadastrale d'environ 1 333 ha, les terres labourées occupent 1 034,72 ha, les bois 125,69 ha, le reste étant des prés.
Le 12 octobre 1870, le ballon monté Louis Blanc qui décolle de la place Saint Pierre à Paris alors assiégé par les Prussiens, termine sa course à Béclers après avoir parcouru 290 kilomètres.

## Patrimoine et culture

### Patrimoine architectural
Tour du XVe siècle de l'église Saint-Pierre.

Photos : http://www.clochersdewallonie.be/beclers11.htm

## Enseignement
Enseignement communal fondamental
- École de Béclers, 11 rue de la Buissaie (avant 2008 : rue des écoles)
- École d'équitation du Vert Bois, 72 rue du Vert Bois